# چاتراپاتی (فیلم)
چاتراپاتی 
(به تلوگویی: Chhatrapati) یک فیلم اکشن و درام هندی محصول سال ۲۰۰۵ و به کارگردانی اس. اس. راجامولی است. در این فیلم بازیگرانی همچون پرابهاس، شریا سارن، آرتی آگاروال، بهانوپریا، پرادیپ راوی ایفای نقش کرده‌اند.
این فیلم به زبان بنگالی با عنوان پناهنده (فیلم ۲۰۰۶) و به زبان کنادا با همین نام در سال ۲۰۱۳ بازسازی شد. یک بازسازی هندی با همین عنوان تولید خود را در سال ۲۰۲۱ آغاز کرد.